# أماندا بلير
أماندا بلير (بالإنجليزية: Amanda Blair)‏ هي مقدمة برامج إذاعية أسترالية، ولدت في 20 أكتوبر 1968.